# كونفير إكس سي-99
كونفير إكس سي-99 (بالإنجليزية:Convair XC-99) هي طائرة نقل عسكري ثقيل طويلة المدى بمحرك مكبس، من صناعة كونفير بالولايات المتحدة. استند تصميمها على قاذفة القنابل الاستراتيجية كونفير بي-36. بدأت أعمال التصميم في عام 1947، وحلقت أول رحلة للنموذج الأولي في يوم 24 نوفمبر عام 1947، أنتجت وتم تسليما للقوات الجوية الأمريكية في 26 مايو 1949، كانت تستخدم بشكل أساسي من قبل القوات الجوية الأمريكية، انتهت خدمتها في 1957، وصنع منها طائرة واحدة فقط.

## التصميم والتطوير
كانت القدرة التصميمية ل كونفير إكس سي-99 45000 كيلوغرام من البضائع أو 400 جندي مجهز تجهيزاً كاملاً. تم تركيب مصعد البضائع لتسهيل التحميل فيها.

## المواصفات

### الخصائص العامة
- الطاقم: 5 أساسيين + 5 احتياطيين.
- القدرة: 400 جندي.
- الحمولة: 45000 كيلوغرام (100000 رطل).
- الطول: 55.64 متر.
- جناحيها: 70.12 متر.
- الارتفاع: 17.53 متر.
- مساحة الجناح: 4772 قدم مربع (443.5 متر مربع).
- الوزن فارغة: 61469 كيلوغرام.
- وزن التحميل: 120455 كيلوغرام كحد أقصى.
- وزن الإقلاع: 145455 كيلوغرام.
- المحرك: 6 × برات آند ويتني R-4360-41 الزنبور الميجر 28 أسطوانات الهواء وتبريد محرك شعاعي، 3500 حصان (2611 كيلو واط) لكل منهما.

### الأداء
- السرعة القصوى: 307 ميل/ساعة (267 عقدة، 494 كم/ساعة).
- المدى: 8100 ميل (13041 كم).
- سقف الخدمة: 30000 قدم (9150 م).

## المستخدمون
- سلاح الجو الأمريكي.